# Баянгулова, Елена Фёдоровна
Еле́на Фёдоровна Баянгулова (род. 1 марта 1985 года, Нижний Тагил, Свердловская область) — российский поэт.

## Биография
Родилась в 1985 г в Нижнем Тагиле. Училась на заочном отделении Ленинградского государственного университета им. Пушкина на факультете психологии, в Московском институте экономики и права.
Ученица поэта и педагога Евгения Туренко, является одной из участниц нижнетагильской поэтической школы, к которой также относились Алексей Сальников, Екатерина Симонова, Елена Сунцова, Руслан Комадей, Наталия Стародубцева, Вита Корнева, Татьяна Титова, Елена Михеева, Ольга Мехоношина, др.
Стихи публиковались в журналах «Воздух», «Урал», «Урал-Транзит», «Дети Ра», в интернет-изданиях «Полутона», «Мегалит» и др., в антологиях «Современная уральская поэзия: 1997—2003», «Современная уральская поэзия: 2004—2011» и др., переводились на английский язык (Ice Floe III, University of Alaska Press, 2012). Участник ряда всероссийских и региональных поэтических фестивалей. Фигурант премий «ЛитератуРРентген» (шорт-лист 2010, лонг-лист 2009 гг.), «Дебют» (лонг-лист 2010 г., номинация «Поэзия»), премиального листа премии «Поэзия» 2021 года.

## Отзывы критиков
По мнению критика Данилы Давыдова «Баянгулова работает в экспрессивном русле, которое характерно для т. н. „нижнетагильской школы“ (Елена Сунцова, Наталья Стародубцева, Екатерина Симонова и др.): неприкрытый трагический эротизм, обилие сниженных реалий, резкие переходы от тонического или силлабо-тонического стиха к свободному и т. д.»
"Внутри поэзии, как в Африке — трудно дышать и двигаться. Рифма диктует рифму. Ритм заведует чередованием ударений и «соединением слов». Едва открыв рот, видишь, как еще несказанная строчка торчит из твоей гортани — вся готовая. Предсказуемая, как выстрел в последнем акте.
И Баянгулова делает шаг в сторону. Балансируя на границе абсурда, понимания степени непонимания своего и чужого, отдавая отчет, что, свернув на целину, увязнешь в снегу по пояс. Она сходит с тропы. Провал. Остановка. Нужно вернуться назад. Выбраться на твердую почву повтора.
Приблизительные рифмы у Баянгуловой возникают не как расшатанность точного созвучия, но как попытка выбраться из живописных руин верлибра: так в естественности английского парка, мелькает прямая аллея, чтобы тут же потеряться в вересковых зарослях и случайностях крушины.
Владимир Губайловский
Баянгулова умеет ценить разреженность словесной атмосферы, но не допускает кислородного голодания; «слова как органические соединения» говорят, разумеется, не только о «химической» модели построения текста, но и о том, что с помощью слов описывается то, что в английском языке называется словом chemistry и обозначает отношения между людьми. Слово, обращенное к собеседнику, — это попытка установить с ним «органическую связь»; приспособляемость и вариативность органики позволяет экспериментировать, подбирать нужные слова — хотя и все равно бояться неудачи («когда ты рядом мне кажется я способна на все / все самое хорошее и плохое / самое хорошее и самое ужасное / потому что тогда все это безотносительно / бессмысленно нелепо не достойно внимания / эти катастрофы и вероятность смерти / любовь — генератор случайных чисел / то есть любовь это совсем не выбор а случай / случай тотального поражения»).

Лев Оборин